# 后大埔石栎
后大埔石栎（学名：Pasania cornea），又名烟斗石栎，为壳斗科石栎属下的一个种。后大埔石櫟分佈於台灣中、南部海拔400米至1000米的山區中，其木頭材質呈淡黃白色，可以用作農具；果實直徑4.5至5公分，可以食用。后大埔的樹可以在庭園中種植。

## 扩展阅读
- 維基物種上的相關：后大埔石栎